# Чжао Цзивэй
Чжао Цзивэй (кит. упр. 赵继伟, пиньинь Zhào Jì Wěi; род. 25 августа 1995 года) — китайский профессиональный баскетболист, в настоящее время выступает за клуб китайской баскетбольной ассоциации «Ляонин Флаин Леопардс», молодёжные сборные Китая различных возрастов и первую команду Китая.

## Карьера
Чжао Цзивэй начал заниматься баскетболом с 10 лет, с 13 лет перешел в специализированную спортивную школу провинции Ляонин. Начал выступать на уровне юниоров с 2011 года, играл за сборную Китая (до 19 лет) на чемпионате мира 2013 года в Праге. В октябре 2013 года подписал первый профессиональный контракт с командой «Ляонин Флаин Леопардс».
Впервые представил первую национальную сборную Китая на Чемпионате Азии по баскетболу 2015 года, проходившем в городе Чанша, КНР.

## Достижения
Ляонин Флаин Леопардс: 
- Чемпион CBA: 2017/18, 2021/22, 2022/23, 2023/24

 Китай: 
- Чемпион Азии: 2015
- Бронзовый призёр летних Азиатских игр: 2022